# Steve Lawson (Musiker)

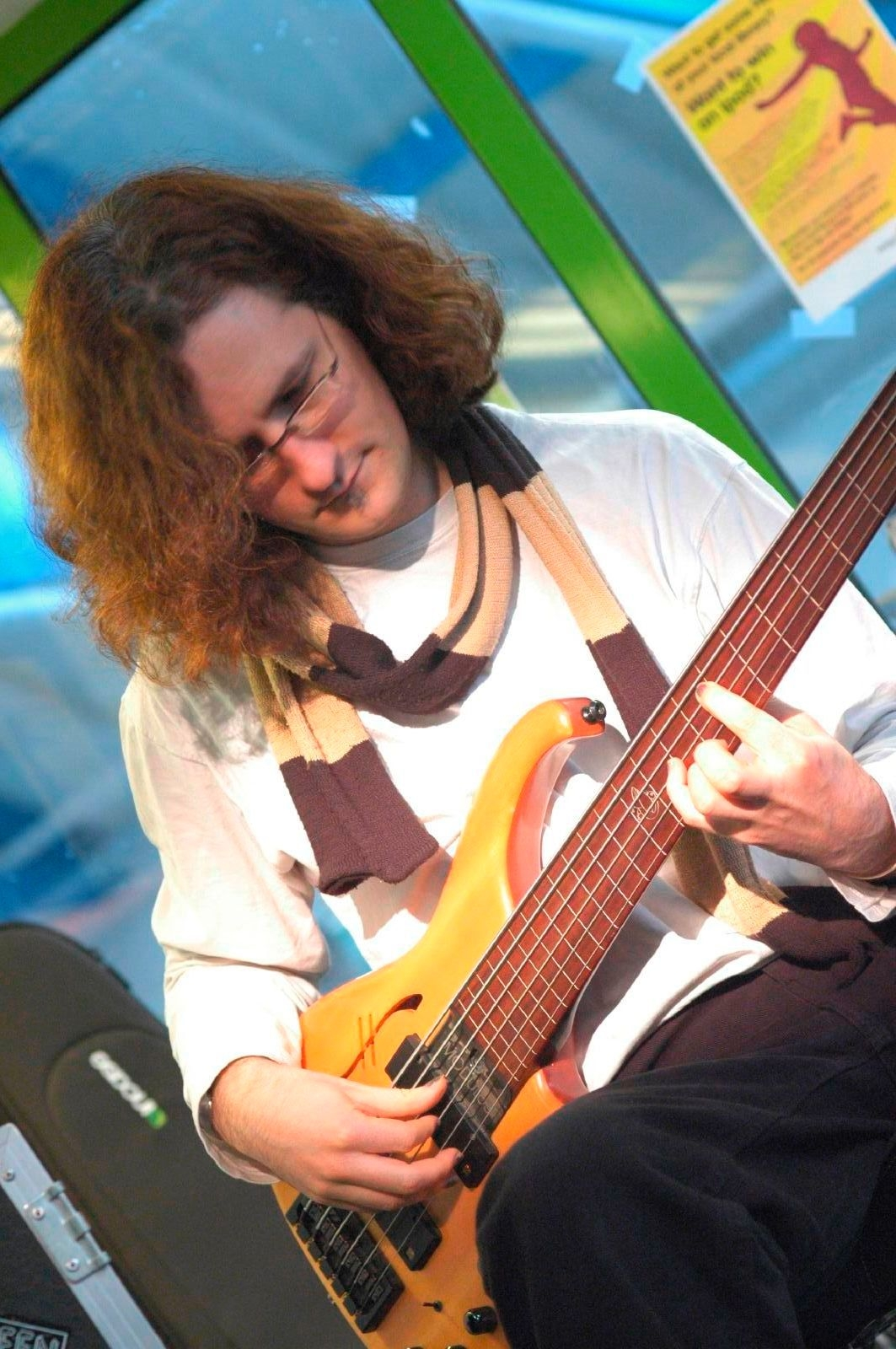
Steve Lawson

Steve Lawson (* 1972) ist ein britischer Bassist.
Er fing im Alter von 14 Jahren an, Bass zu spielen und entwickelte sich zu einem gefragten Studio- und Live-Musiker. Seit 1999 ist Steve Lawson vor allem als Solo-Bassist unterwegs. Mit seiner Looping-Technik und dem gezielten Einsatz von Effekten schafft er es, reichhaltige Klangwelten zu erzeugen, immer getreu seinem Motto „the bass, the whole bass and nothing but the bass“.
Mit seinem Solo-Programm war er unter anderem als Vorgruppe für Level 42 und 21st Century Schizoid Band unterwegs. Neben seinen eigenen Auftritten in den USA, Großbritannien und in Frankreich ist er auch regelmäßig zusammen mit dem US-amerikanischen Solo-Bassisten Michael Manring unterwegs.
Auf seinem Label „Pillow Mountain Records“ hat Steve Lawson bisher drei Soloalben und zwei Alben zusammen mit anderen Musikern veröffentlicht.
Als Journalist war Steve Lawson regelmäßig unter anderem für Bassist, Guitarist Magazine, The Independent On Sunday, Third Way, Bass Player und Bass Guitar Magazine tätig.
Steve Lawson lebt und unterrichtet in Southgate in Nord-London.

## Diskografie
- 2006 – „Behind Every Word“
- 2004 – „Grace And Gratitude“
- 2003 – „For The Love Of Open Spaces“ (mit Theo Travis)
- 2002 – „Not Dancing For Chicken“
- 2001 – „Conversations“ (mit Jezz Carr)
- 2000 – „...And Nothing But The Bass“